# Radu Moraru
Radu Moraru (n. 24 septembrie 1970, Sfântu Gheorghe) este un realizator de televiziune consacrat, fiind binecunoscut ca realizator al emisiunii TV „Nașul”, difuzată de televiziunea B1 TV. În anii 2008 și 2009 primește „Premiul TV Mania  - Cel mai bun realizator de talk-show". Este căsătorit și are o fată.
În anul 2004,Radu Moraru a colaborat cu trupa de hip hop "Paraziții" pe albumul "Jos cenzura!".

## Vox News
Radu Moraru a preluat la data de 29 iulie 2009 pachetul majoritar de acțiuni (60%) al postului de televiziune Vox News.